# 非巴氨酯
非巴氨酯（英語：或phenobamate）是一种含氮有机化合物，分子式C
20H
27N
3O
6，属于氨基甲酸酯和巴比妥类药物，能作为鎮靜劑和抗焦慮藥。